# Banco GNB Sudameris
Die Banco GNB Sudameris ist eine kolumbianische Universalbank mit Sitz in Bogotá. Sie wurde unter dem Namen Banco Sudameris Colombia S.A. als Handelsbank 1920 gegründet und fusionierte 2005 mit der peruanischen Banco Tequendama zur Banco GNB Sudameris. Banco GNB Sudameris S.A. ist eine Tochtergesellschaft der Gilex Holding BV.
GNB Sudameris ist der finanzielle Arm der kolumbianischen Gilinski-Gruppe, einer der Hauptakteure der lokalen Bankenbranche. Sie begann ihre Tätigkeit im Jahr 1920, aber seine derzeitige Struktur ist das Ergebnis der Fusion zwischen Banco Sudameris Kolumbien und Banco Tequendama, die im Jahr 2004 von Credicorp erworben wurde. Seitdem hat die Bank ihre Präsenz durch die Akquisition der lokalen Unternehmen Suma Valores (2008) und Nacional de Valores (2010) erhöht. Später, im Jahr 2013, erhielt sie die Kontrolle über die HSBC-Operationen in Paraguay und Peru, so dass die Bank auch eine internationale Präsenz vorweisen konnte. Ein Jahr später erwarb sie HSBC Kolumbien und kombinierte ihre Aktivitäten unter der Marke GNB Sudameris.
Mit Sitz in Bogotá konzentriert sich heute GNB Sudameris auf kommerzielle und persönliche Bankgeschäfte. GNB Sudameris bietet Bankdienstleistungen, hauptsächlich in Kolumbien, Paraguay und Peru an. Sie bietet Spar- und Girokonten, Anlageprodukte, Kredit- und Debitkarten, Konsumentenkredite und revolvierende Kredite sowie Reise- und Lebensversicherungsprodukte sowie Devisengeschäfte.